# Вільямспорт (Меріленд)
Вільямспорт (англ. Williamsport) — місто (англ. town) в США, в окрузі Вашингтон штату Меріленд. Населення — 2083 особи (2020).

## Географія
Вільямспорт розташований за координатами 39°35′51″ пн. ш. 77°49′4″ зх. д. / 39.59750° пн. ш. 77.81778° зх. д. (39.597460, -77.817670).  За даними Бюро перепису населення США в 2010 році місто мало площу 2,70 км², уся площа — суходіл. В 2017 році площа становила 2,55 км², уся площа — суходіл.

## Демографія
Згідно з переписом 2010 року, у місті мешкало 2137 осіб у 960 домогосподарствах у складі 543 родин. Густота населення становила 791 особа/км².  Було 1080 помешкань (400/км²).
Расовий склад населення:
| - 95,6 % — білих - 2,5 % — чорних або афроамериканців - 0,3 % — азіатів - 0,1 % — корінних американців |

До двох чи більше рас належало 1,1 %. Частка іспаномовних становила 1,1 % від усіх жителів.
За віковим діапазоном населення розподілялося таким чином: 19,0 % — особи молодші 18 років, 57,6 % — особи у віці 18—64 років, 23,4 % — особи у віці 65 років та старші. Медіана віку мешканця становила 44,9 року. На 100 осіб жіночої статі у місті припадало 85,3 чоловіків;  на 100 жінок у віці від 18 років та старших — 80,4 чоловіків також старших 18 років.
Середній дохід на одне домашнє господарство  становив 51 097 доларів США (медіана — 40 950), а середній дохід на одну сім'ю — 62 978 доларів (медіана — 49 517). Медіана доходів становила 52 669 доларів для чоловіків та 38 194 долари для жінок. За межею бідності перебувало 18,5 % осіб, у тому числі 23,3 % дітей у віці до 18 років та 16,6 % осіб у віці 65 років та старших.
Цивільне працевлаштоване населення становило 862 особи. Основні галузі зайнятості: освіта, охорона здоров'я та соціальна допомога — 21,1 %, роздрібна торгівля — 14,0 %, транспорт — 12,6 %.